# St. Cosmas und Damian (Rheden)

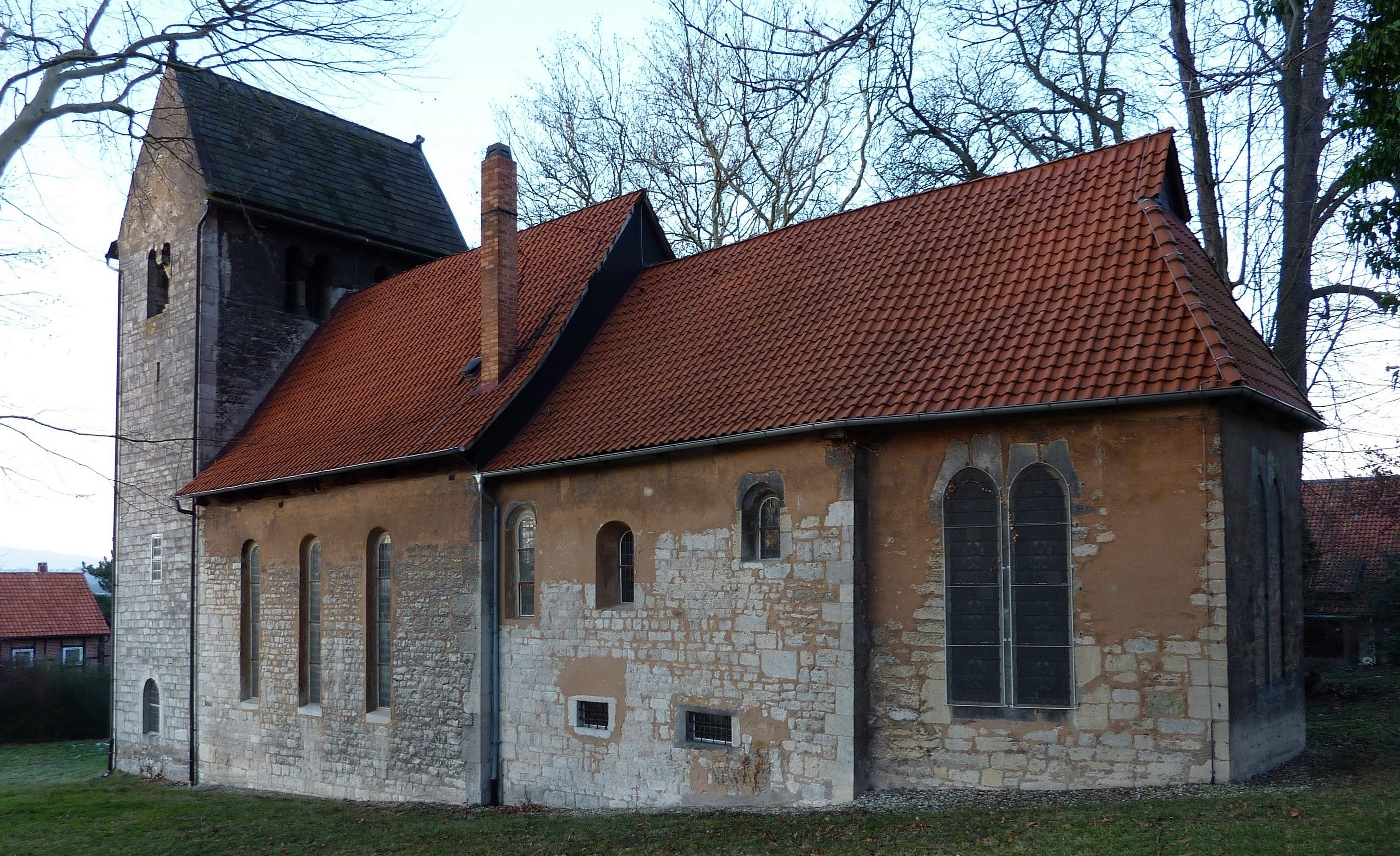
St. Cosmas und Damian

Die evangelisch-lutherische denkmalgeschützte Kirche St. Cosmas und Damian steht in Rheden, einem Ortsteil der Stadt Gronau (Leine) im Landkreis Hildesheim von Niedersachsen. Die Kirchengemeinde gehört zur Pfarrei Garmissen Rautenberg im Kirchenkreis Hildesheimer Land-Alfeld im Sprengel Hildesheim-Göttingen der Evangelisch-lutherischen Landeskirche Hannovers.

## Beschreibung
Von der Saalkirche wurde der querrechteckige Kirchturm im Westen in der 2. Hälfte des 12. Jahrhunderts erbaut. Das bündig an den Turm anschließende Langhaus und der eingezogene, etwas niedrigere Chor auf einem gemeinsamen Fundament entstand 1220, wie in einer Urkunde bezeugt ist. Nur die ursprüngliche halbrunde Apsis wurde 1610 durch einen dreiseitigen Abschluss des Chors ersetzt. Die Bogenfenster am Langhaus sind schlank gestreckt. Im Chorschluss ist ein hohes zweiteiliges Spitzbogenfenster, das mit Glasmalereien versehen ist. Im Norden befindet sich der Zugang zur ehemaligen Patronatsloge. An der Nordseite des Chors befindet sich ein rundbogiges Portal mit einem Tympanon. Das Mauerwerk aus Bruchsteinen ist mit großen Ecksteinen versehen.
Der mit einem Satteldach aus Sandsteinplatten quer zum Langhaus gedeckte Turm hat an den Breitseiten je 2, an den Schmalseiten je eine rundbogige Klangarkade als Biforien. Im Glockenstuhl hängen drei Kirchenglocken.
Im Innenraum sind alle Raumteile, Turmhalle, Langhaus und Chor durch weite Rundbögen miteinander verbunden und mit einer verputzten Holzbalkendecke überspannt. Zur Kirchenausstattung gehört ein hölzerner Altar vom Anfang des 18. Jahrhunderts, der durch Säulen und Pilaster gegliedert und mit Akanthus dekoriert ist. Im Mittelbild ist eine Kreuzigung, auf den Seitenteilen sind Moses und Johannes der Täufer, auf dem Giebel ist Jesus Christus zwischen Engeln dargestellt. Die Mensa ist mit 1696 datiert, die hölzerne Kanzel mit ihrem Schalldeckel mit 1702. Die Kirchenbänke und die L-förmigen Emporen sind aus dem 17. und 18. Jahrhundert. Die erste  Orgel von 1614 befand sich auf der südlichen Chorempore. Die heutige 1935 von Wilhelm Sauer geschaffene Orgel auf der Westempore hat 16 Register, verteilt auf 2 Manuale und ein Pedal.